# Привет, Дедулет!
«Привет, Дедулет!» (англ. Hey Grandude!) — английская детская книжка с картинками, написанная рок-музыкантом Полом Маккартни и проиллюстрированная Кэтрин Дёрст. 32-страничная книга вышла 5 сентября 2019 года. Её название отсылает к известной песне «Битлз» 1968 года Hey Jude. Была выпущена также аудиоверсия книги с голосом Маккартни и написанным им же инструментальным сопровождением. 
Книга переведена на 33 языка; на русский язык книгу перевела Ольга Варшавер. В 2022 году вышло в свет продолжение от тех же авторов под названием Grandude’s Green Submarine («Дедушкина зелёная подводная лодка»).
По признанию Пола Маккартни, у которого восемь внуков, образ дедушки не был списан им с себя. При этом само прозвище «Grandude» его внуки действительно использовали применительно к нему после того, как один из них случайно назвал так дедушку. Маккартни понравилось это имя, и он стал придумывать истории про эксцентричного персонажа-дедушку с волшебным компасом.

## Сюжет
Четверо внуков — Люси, Том, Эм и Боб — проводят выходные в доме дедушки, которого они называют «Дедулет». День серый и пасмурный, и всем очень скучно. Дедушка входит в комнату с пачкой разноцветных открыток, призывая всех взбодриться. Люси выбирает открытку с видом солнечного пляжа и говорит, что ей хотелось бы оказаться там. Тогда дедушка достаёт свой волшебный компас, произносит заклинание «Стрелка компаса, вертись! В волшебство оборотись!» (англ. See the compass needle spin, let the magic fun begin!) — и все пятеро оказываются на том самом пляже. Они отдыхают, загорают и плавают на летучих рыбах, однако к ним начинает подступать целая армия крабов, и дети просят дедушку перебраться в другое место. Он достаёт другую открытку и с помощью компаса и заклинания все перемещаются в пустыню, где растут кактусы и ковбой пасёт коней. Каждому достаётся по лошади, и они скачут по пустыне, однако видят вдали огромное стадо несущихся на них бизонов. Дедушка достаёт новую открытку, и на этот раз все перемещаются в швейцарские Альпы, где наслаждаются воздухом и видом цветущих лугов и пасущихся коров. Внезапно с гор начинает сходить лавина. Чтобы убежать от неё, дедушка и внуки садятся на корову, которая взлетает и уносит их ввысь. Но детям уже хочется спать, и на этот раз дедушка достаёт фотографию своего дома. Все переносятся туда, и дети укладываются спать. Засыпает и дедушка, которому снятся новые приключения.

## Отзывы
The Sun и OK! назвали книгу милой сказкой, написанной легендарным музыкантом и заслуживающей того, чтобы стоять на книжной полке ребёнка. Рецензент The Guardian Китти Эмпайр была более сдержана, отметив, что читателю будет стоить труда увидеть в книге отпечаток одного из творческих гениев XX века. По словам критика, многие авторы из числа знаменитостей ошибаются, считая, что юным читателям повредит интеллектуальная сложность произведения. Она проводит параллель с книгой про Груффало, имеющей, в отличие от книги Маккартни, закрученный сюжет. В книге же про дедушку бросается в глаза отсутствие риска: персонажи постоянно сталкиваются с трудностями, но убегают от них, а заканчивается всё укладыванием спать. Эмпайр заключает, что редакторам стоило бы убедить сэра Пола «взять эту грустную песню и сделать её лучше» (англ. to take this sad song and make it better; цитата из Hey Jude).